# Tiny Tim

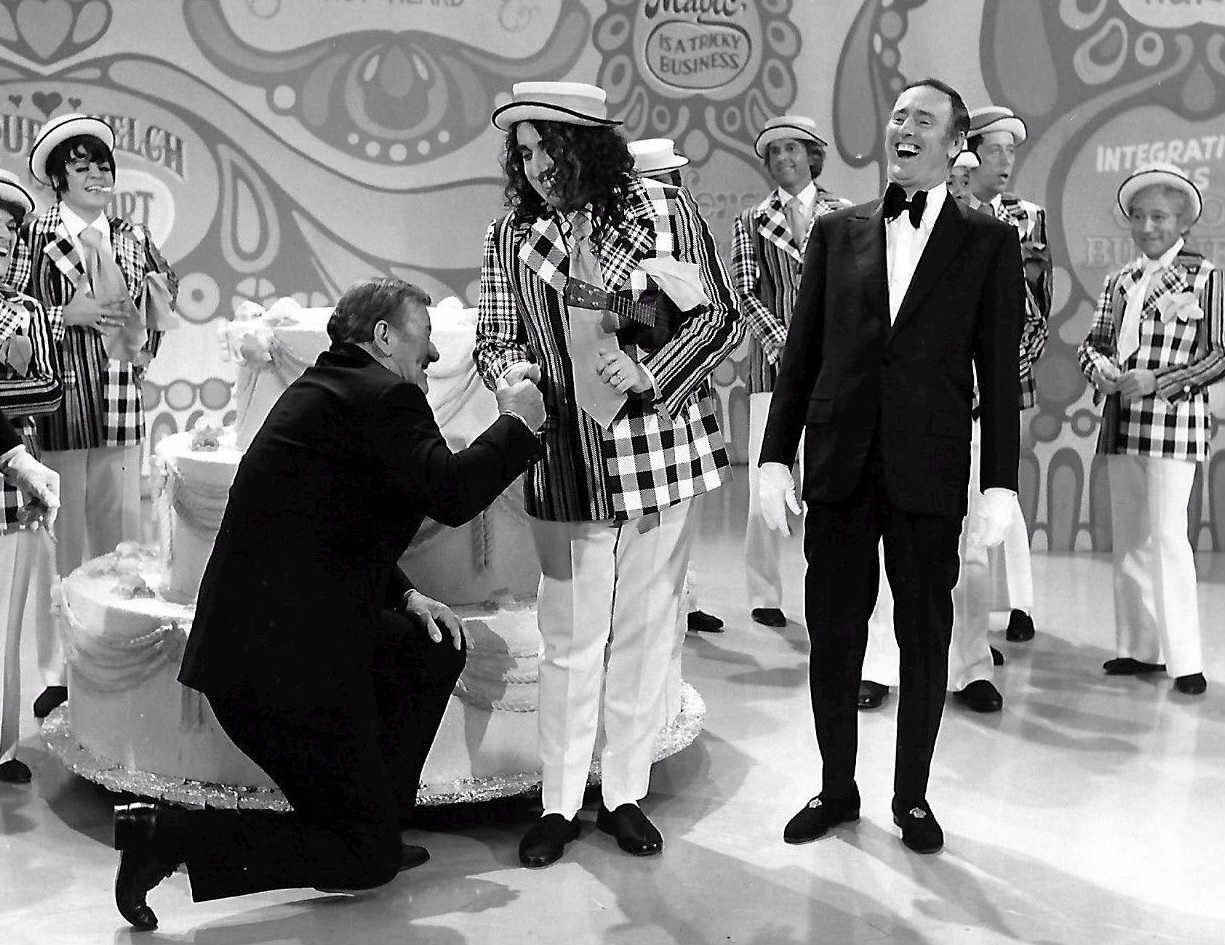
Tiny Tim och John Wayne i TV-programmet Rowan & Martin's Laugh-In, november 1971.

Tiny Tim (egentligen Herbert Khaury, några källor anger Herbert Buckingham Khaury eller Herbert Butros Khaury), född 12 april 1932 i New York, död 30 november 1996 i Minneapolis, var en amerikansk sångare och ukulelespelare samt musikarkivarie, mest känd för sin tolkning av sången "Tiptoe Through the Tulips" vilken han sjöng med mycket säregen falsettstämma.
Han hade polsk-judiska (på moderns sida) och libanesiska familjerötter.

## Diskografi (i urval)
Studioalbum
- God Bless Tiny Tim (1968)
- Tiny Tim's 2nd Album (1968)
- For All My Little Friends (1969) (Grammy-nominerad)
- Tiptoe Through the Tulips: Resurrection (1987)
- Tiny Tim Rock (1993)
- Tiny Tim's Christmas Album (1994)
- I Love Me (1995)
- Prisoner of Love: A Tribute to Russ Columbo (1995)
- Girl (1996) (med Brave Combo)

Livealbum
- With Love And Kisses From Tiny Tim: Concert In Fairyland (1968) (inspelad 1962)
- Tiny Tim Live at the Royal Albert Hall (1968)
- Live in Chicago with the New Duncan Imperials (1995)
- Tiny Tim Unplugged (1996) (inspelad i Birmingham, Alabama)
- The Eternal Troubadour: Tiny Tim Live in London (1997) (inspelad 1995)

Samlingsalbum
- Chameleon (1980, på CD 2006)
- Songs of an Impotent Troubadour (1994)
- God Bless Tiny Tim: The Complete Reprise Recordings (2006)
- Stardust (2007)
- Wonderful World of Romance (2007)
- Tip Toe Throught the Tulips	 (2007)
- I've Never Seen a Straight Banana: Rare Moments, Vol. 1 (2009)
- Lost And Found 1963-1974 (Rare And Previously Unreleased) (2011)

Gästuppträdande på andra album
- You Are What You Eat (Original Soundtrack Recording) (1968)
- How The Great Satanic Glory Faded' (Current 93) (1994)
- The Beatles – In Their Own Words: A Rockumentary (1995)

Singlar/EPs
- "April Showers" / "Little Girl" (1966)
- "Tip-Toe Thru The Tulips With Me" / "Fill Your Heart" (1968)
- "Bring Back Those Rockabye Baby Days" / "This Is All I Ask" (1968)
- "Be My Love" / "Oh How I Miss You Tonight" (1968)
- "Hello, Hello" / "The Other Side" (1968)
- "On The Good Ship Lollipop" / "Don't Take Your Love From Me" (1968)
- "Great Balls Of Fire" / "As Time Goes By" (1968)
- "Rudolph The Red Nosed Reindeer" / "White Christmas" (1971)
- "Maggie May" / "When You And I Were Young, Maggie" (1972)
- "Tip Toe To The Gas Pumps" / "The Hickey (On Your Neck)" (1979)
- "Tell Me That You Love Me" / "Honest, Dear Honest" (1981)
- "Yummy Yummy Pizza" / "Oh, Oh Those Landlords" (1981)
- "She Left Me With The Herpes" / "Santa Claus Has Got The AIDS This Year" (1986)